# Eremophila clavata
Eremophila clavata är en flenörtsväxtart som beskrevs av Chinnock. Eremophila clavata ingår i släktet Eremophila och familjen flenörtsväxter. Inga underarter finns listade i Catalogue of Life.